# Ehemaliges Fürstbischöfliches Jagdschloss

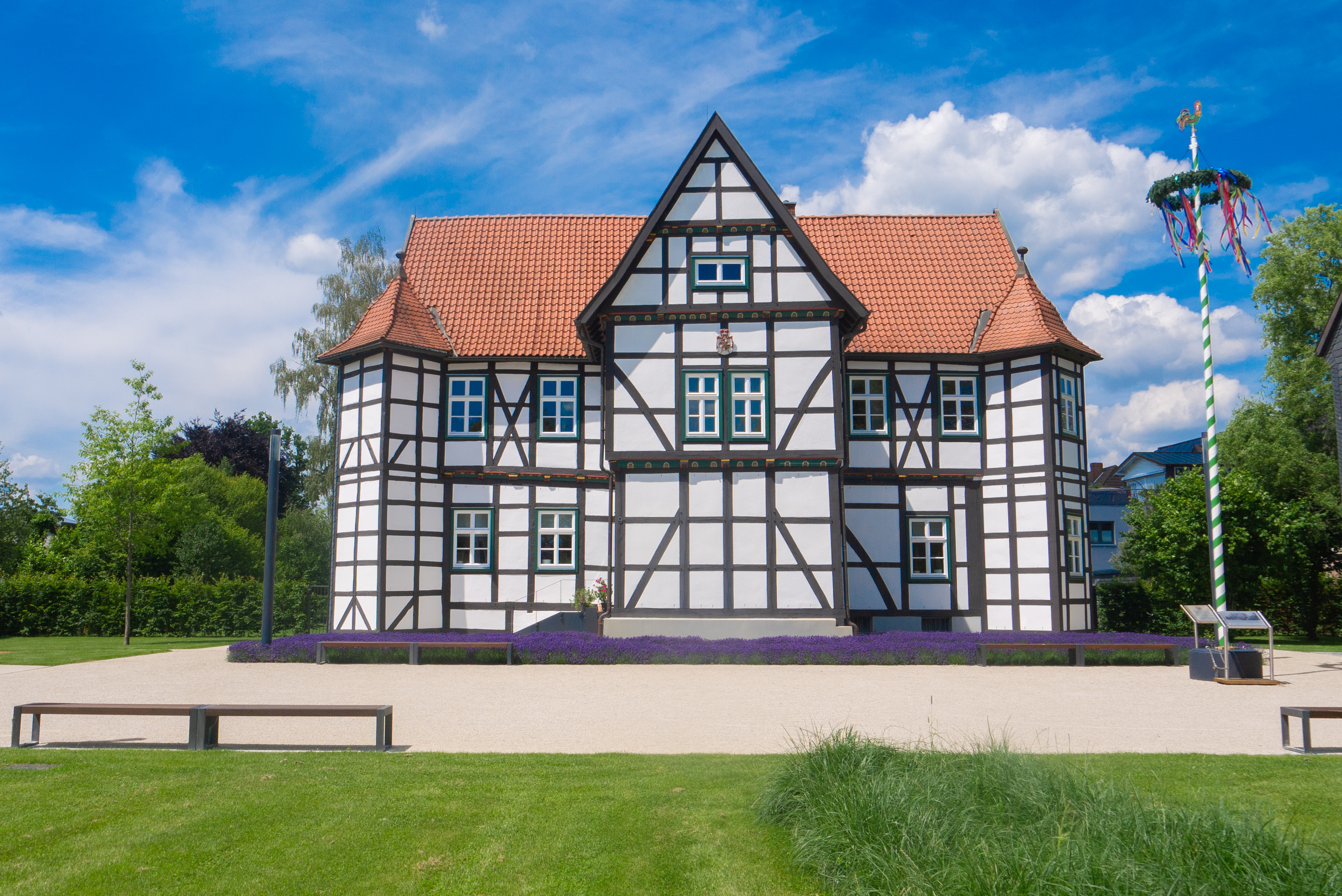
Das ehemalige Fürstbischöfliche Jagdschloss

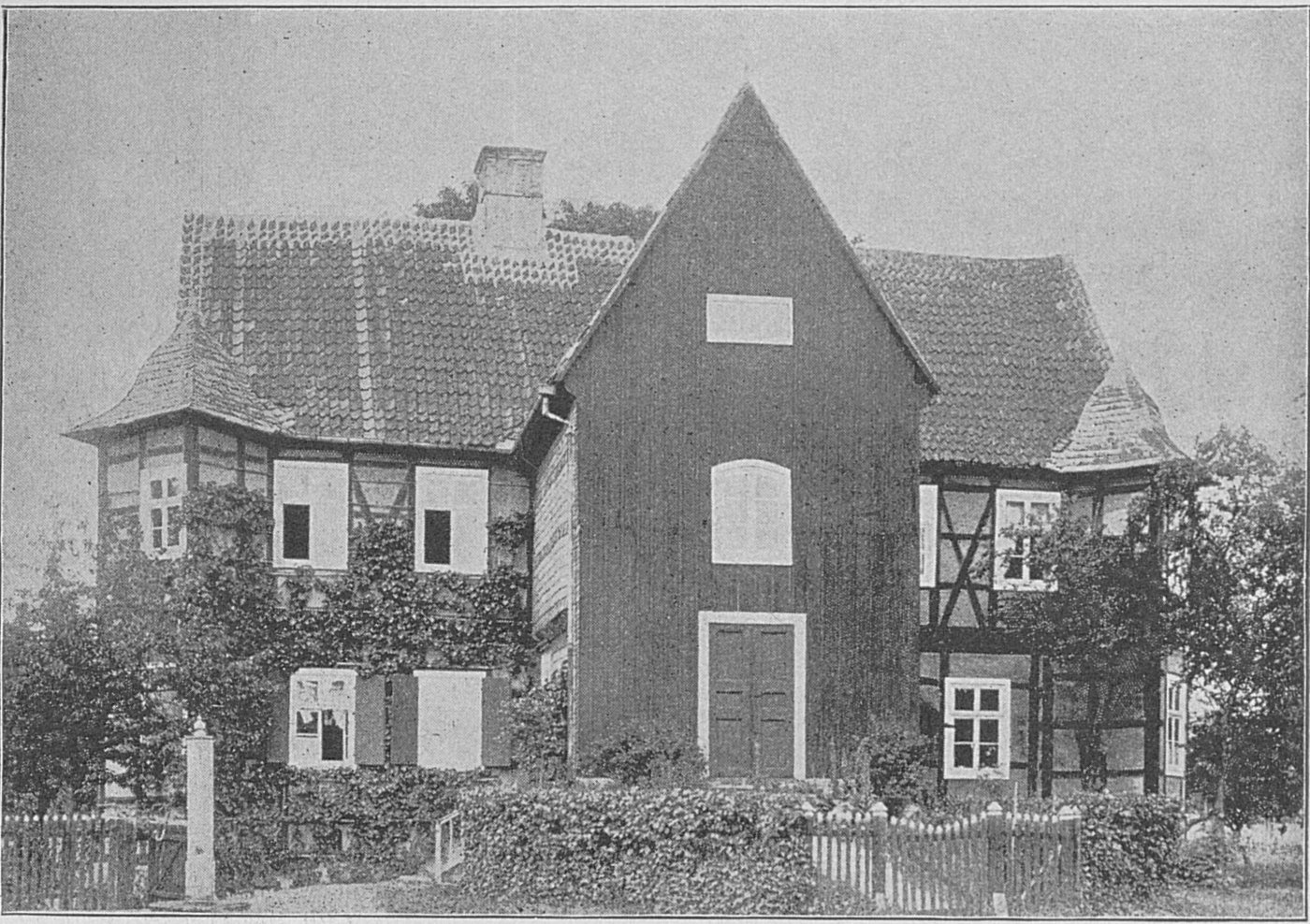
Ehemaliges fürstbischöfliches Jagdschloss Hövelhof, Zustand um 1892

Das ehemalige Fürstbischöfliche Jagdschloss ist ein denkmalgeschütztes Fachwerkgebäude in Hövelhof im Kreis Paderborn (Nordrhein-Westfalen). Zurzeit wird es als katholisches Pfarrhaus genutzt.

## Geschichte und Architektur

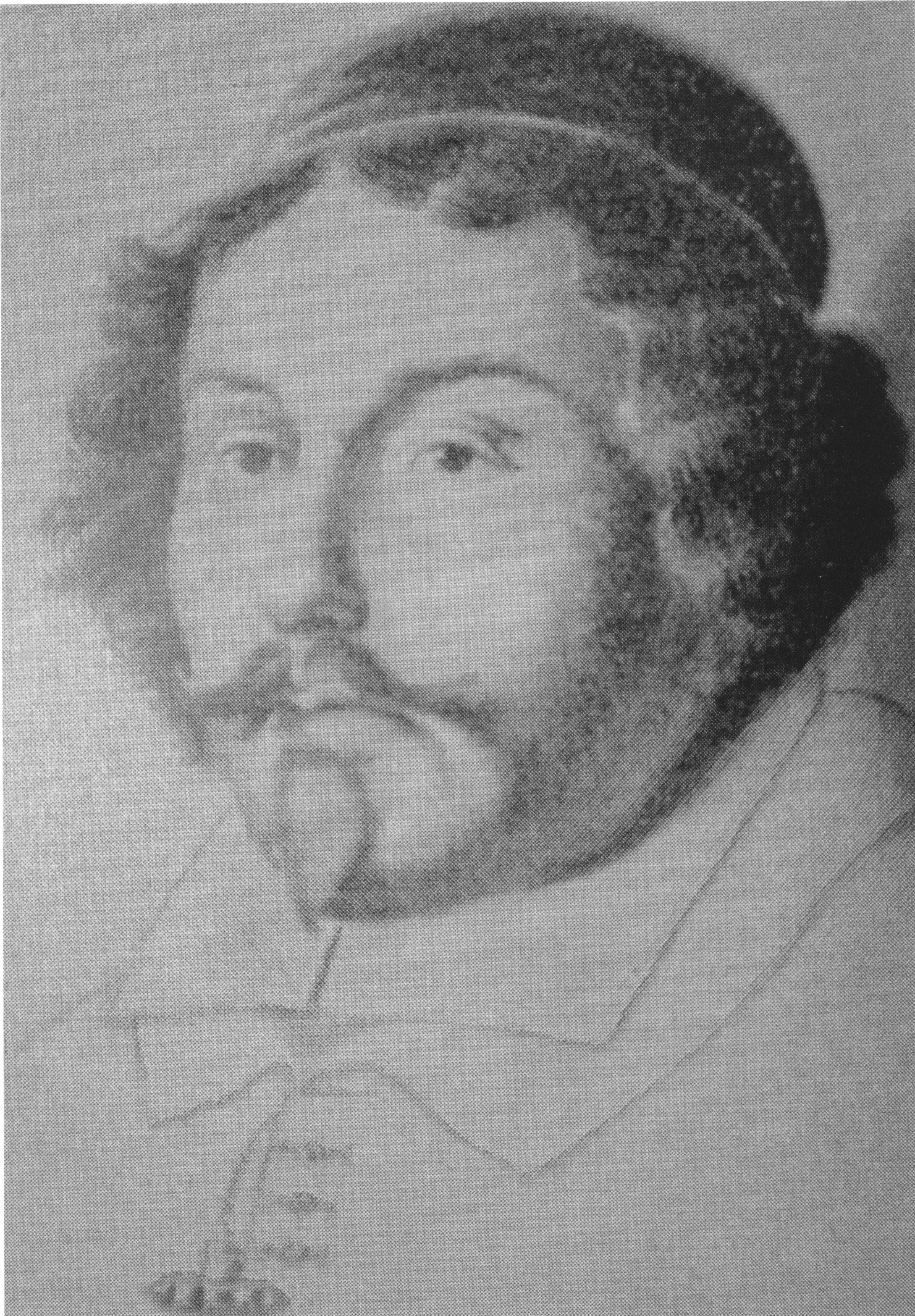
Bauherr Dietrich Adolf von der Recke

Das ehemalige Jagdschloss steht auf einem Teil des Geländes des ehemaligen Hövelhofes, einem Urhof, der eng mit dem Ursprung der Gemeinde zusammenhängt. Er bestand seit der Zeit um 1000 und wurde 1446 in einer Steuerliste erwähnt. Der Hof wurde 1903 durch ein Feuer zerstört.
Das Fachwerkgebäude wurde 1661 für den paderbornischen Fürstbischof Adolf von der Recke, dem der Hövelhof gehörte, als Jagdhaus errichtet. Seit 1715 wird es als Pfarrhaus für die katholische Pfarrkirche genutzt. Das Gebäude steht im Ortskern, die gesamte Anlage war ursprünglich umgräftet. Der schlichte, zweistöckige Bau ist mit einem Satteldach gedeckt. An den vier Ecken stehen vier diagonal gestellte Standerker. Der Vorbau an der Eingangsseite wurde um 1780 errichtet. Von den in Fachwerk errichteten Nebengebäuden sind das große Wohnhaus vom 18. und die Pfarrscheune vom 19. Jahrhundert erhalten. Das rechte der beiden Nebengebäude ist mit 1774 bezeichnet. Das Schloss ist das älteste Gebäude in Hövelhof.

## Schlossgelände
Das vormals von einer Gräfte umgebene Gelände bestand neben dem Jagdschloss aus:
- der erste Hövelhofer Pfarrkirche (1706–1789),
- einem zweistöckiger Marstall in der Verlängerung der Kirche (nach 1800 abgerissen),
- der fürstbischöflichen Küche, die später als Förster- und Küsterwohnung diente (heute befindet sich dort die Tourist-Info),
- einer Scheune des Küsterhauses (1964 abgerissen),
- einer weiteren Scheune (heute Veranstaltungsort),
- einer Vikarie/Kaplanei (1754 erbaut, 1963 abgerissen) und
- einer Scheune der Kaplanei (1963 abgerissen).[1]

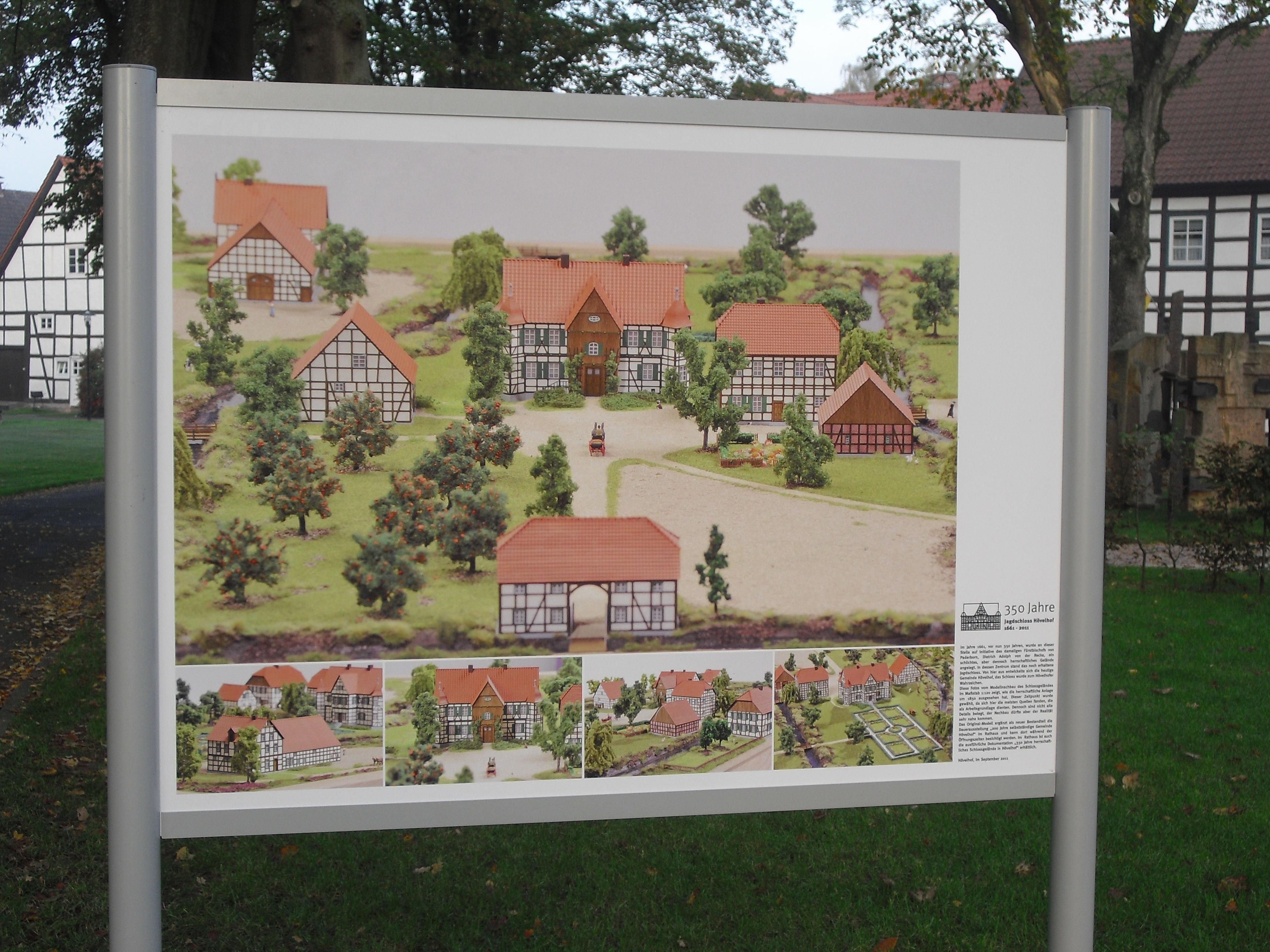
Infotafel des Schlossgeleändes
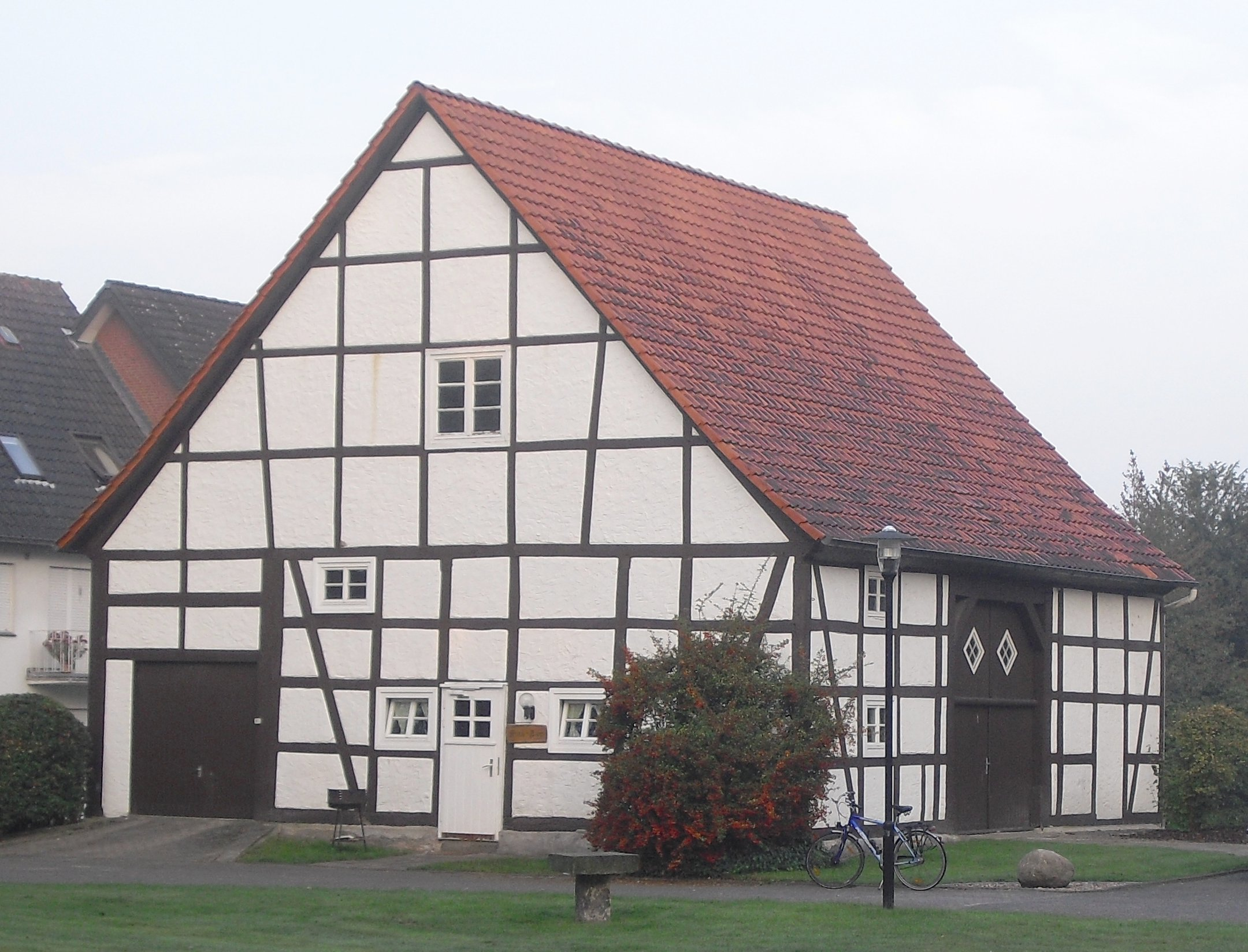
Pfarrscheune
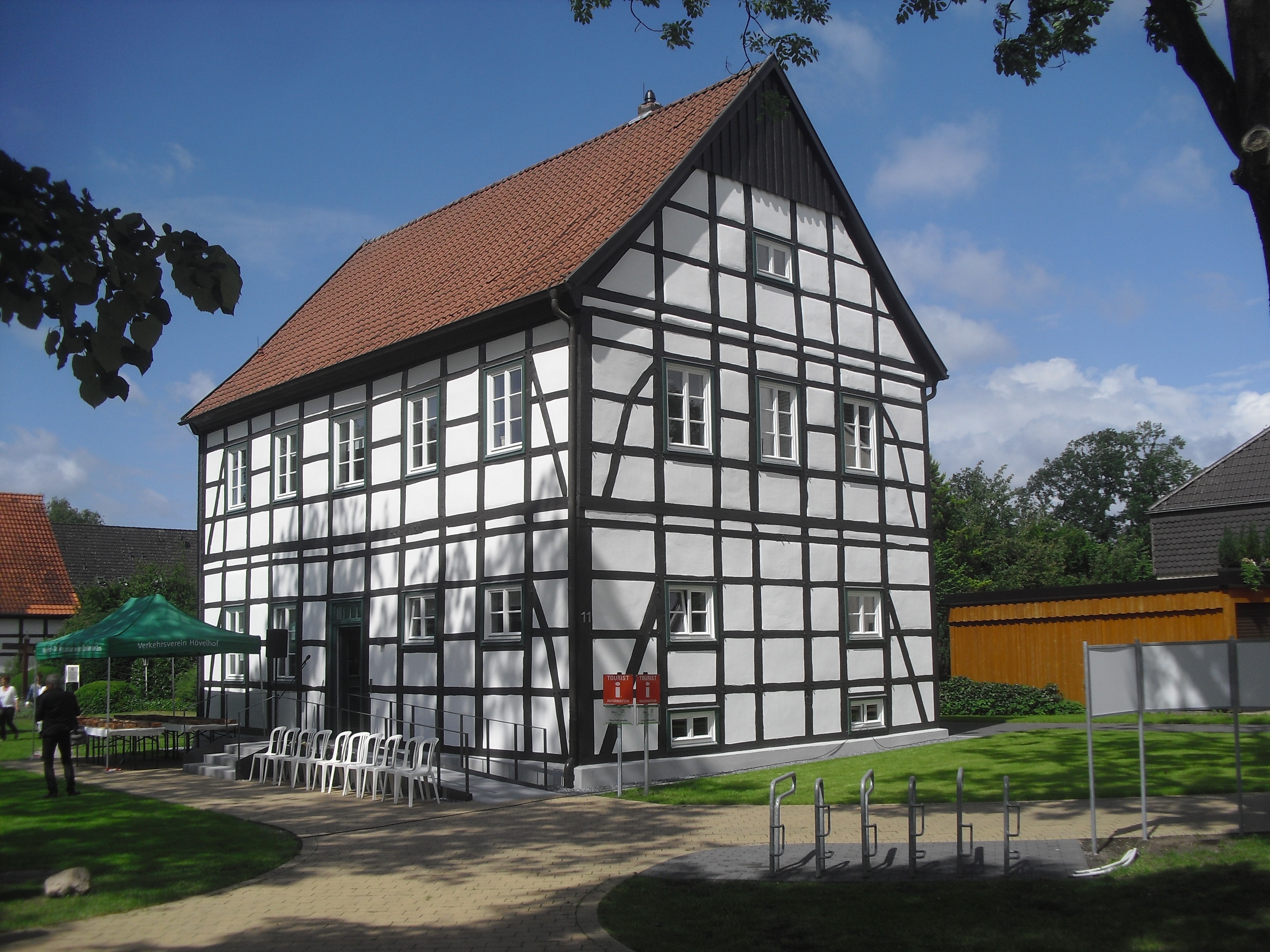
Küsterhaus
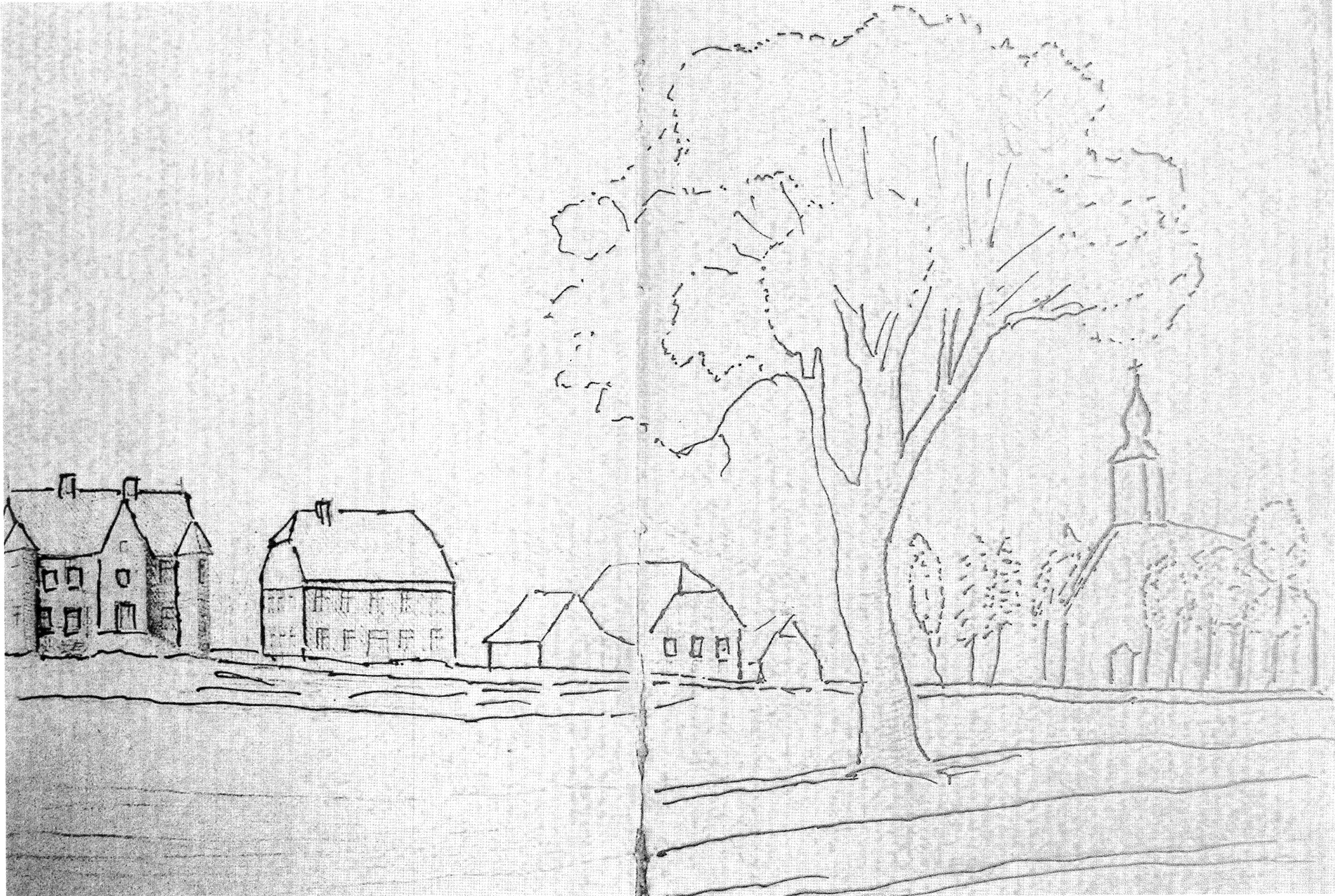
V.l.: Jagdschloss, Küsterhaus und Scheune, Vikarie/Kaplanei und Scheune, zweite Hövelhofer Pfarrkirche
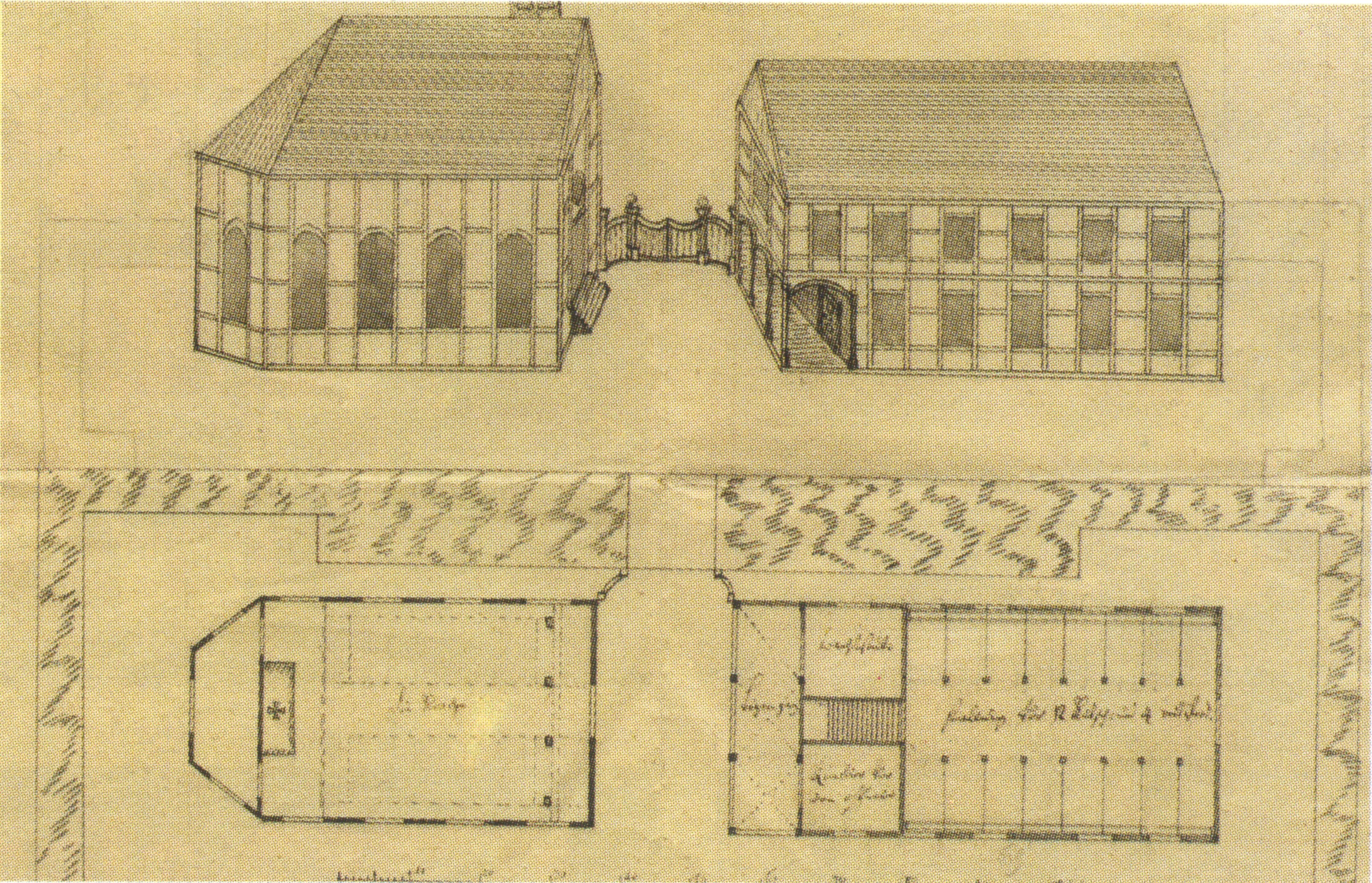
Erste Hövelhofer Pfarrkirche und Marstall

Im Rahmen des „Ortskernkonzeptes 2020“ wurde das Schlossgelände neugestaltet.